# Trachea diffusa
Trachea diffusa là một loài bướm đêm trong họ Noctuidae.